# Cosmotoma
Cosmotoma (лат.) — род усачей трибы Acanthocinini из подсемейства ламиин.

## Описание
Коренастые жуки с булавовидными бёдрам. От близких групп отличается следующими признаками: пятый антенномер с густым пучком щетинок; нижняя доля глаза равна высоте щеки; надкрылья с центробазальным гребнем, без продольного валика.

## Классификация и распространение
В составе рода около 12 видов. Встречаются, в том числе, в Северной и Южной Америке.
- Cosmotoma adjuncta (Thomson, 1860) (Beltista)
- Cosmotoma fasciata Fisher, 1931
- Cosmotoma melzeri Gilmour, 1955
- Cosmotoma nigra Gilmour, 1955
- Cosmotoma olivacea Gilmour, 1955
- Cosmotoma pallida Gilmour, 1955
- Cosmotoma sertifer (Audinet-Serville, 1835)
- Cosmotoma suturalis Gilmour, 1955
- Cosmotoma triangularis Gilmour, 1955
- Cosmotoma venustulum Chevrolat, 1843
- Cosmotoma viridana Lacordaire, 1872
- Cosmotoma zikani Melzer, 1927 (Cosmotomella)